# Cantone di Plélo
Il Cantone di Plélo è una divisione amministrativa dell'Arrondissement di Guingamp e dell'Arrondissement di Saint-Brieuc.
È stato costituito a seguito della riforma approvata con decreto del 13 febbraio 2014, che ha avuto attuazione dopo le elezioni dipartimentali del 2015.

## Composizione
Comprende i seguenti 23 comuni:
- Boqueho
- Bringolo
- Châtelaudren
- Cohiniac
- Le Fœil
- La Harmoye
- Lanfains
- Lanrodec
- Le Leslay
- Plaine-Haute
- Plélo
- Plerneuf
- Plouagat
- Plouvara
- Quintin
- Saint-Bihy
- Saint-Brandan
- Saint-Fiacre
- Saint-Gildas
- Saint-Jean-Kerdaniel
- Saint-Péver
- Trégomeur
- Le Vieux-Bourg